# Ottenhofen

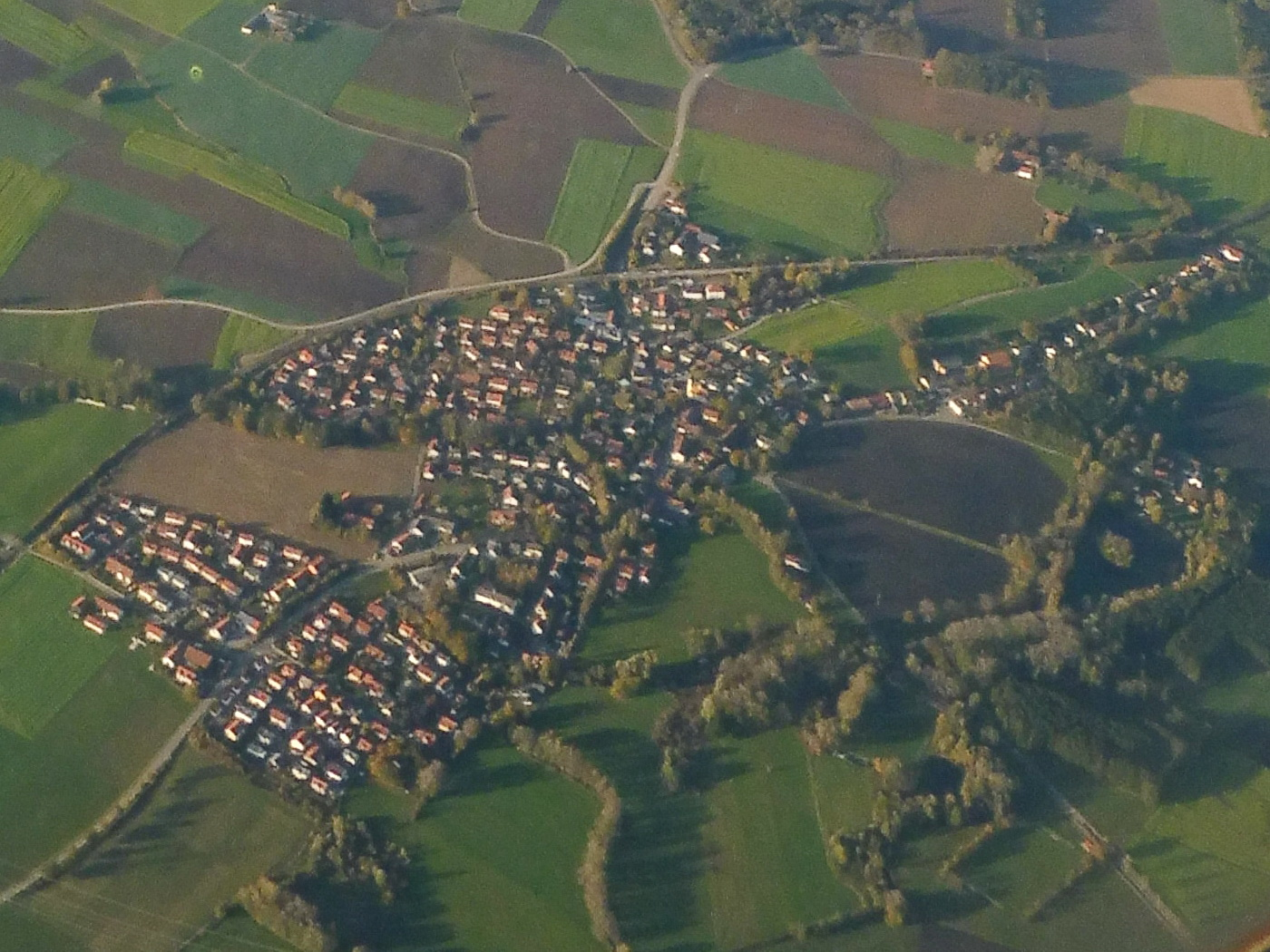
Luftbild von Ottenhofen

Ottenhofen ist eine Gemeinde im oberbayerischen Landkreis Erding. Die Gemeinde ist Mitglied der Verwaltungsgemeinschaft Oberneuching.

## Geografie

### Lage
Ottenhofen liegt in der Region München im Tal der Sempt etwa elf Kilometer südlich der Kreisstadt Erding, 23 km vom Flughafen München, 26 km westlich von Dorfen, 18 km nördlich von Ebersberg und 28 km von der Landeshauptstadt München entfernt. Im Westen liegen die Gemeinde Finsing, nördlich die Gemeinden Neuching und Wörth und östlich Pastetten. Im Süden grenzt Ottenhofen an den Landkreis Ebersberg mit der Gemeinde Markt Schwaben.
Ottenhofen besitzt an der Bahnstrecke Markt Schwaben–Erding einen Haltepunkt der S-Bahn München, deren Züge im 20- beziehungsweise 40-Minuten-Takt fahren.

### Gemeindegliederung
Es gibt zehn Gemeindeteile (in Klammern ist der Siedlungstyp angegeben):
- Grashausen (Weiler)
- Grund (Weiler)
- Herdweg (Dorf)
- Lieberharting (Weiler)
- Ottenhofen (Pfarrdorf)
- Siggenhofen (Kirchdorf)
- Steiler (Einöde)
- Stocker (Einöde)
- Unterschwillach (Kirchdorf)
- Wimpasing (Weiler)

Weitere Orte sind:
- Loher (Einöde)
- Unterauer (Einöde)
- Waldhof (Einöde)

Es gibt nur die Gemarkung Ottenhofen.

## Geschichte

### Bis zur Gemeindegründung

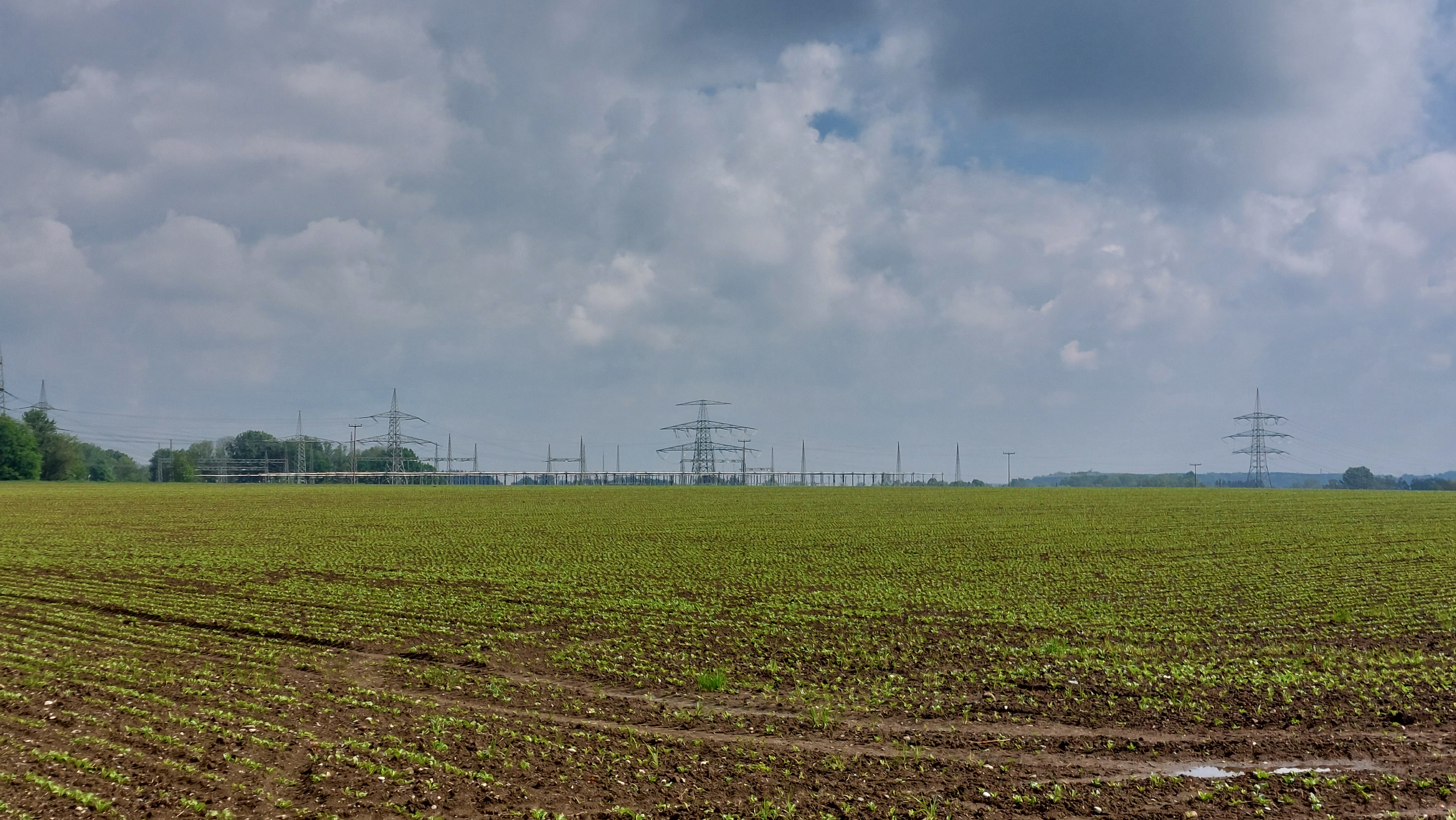
Umspannwerk Ottenhofen

Am Umspannwerk fand man ein Teil eines Steinbeils aus dem 2. bis 3. Jahrtausend v. Chr. Eine Keltenschanze zeugt von einer Besiedlung in der Latènezeit.
Der Ort war dem Rentamt München und dem Landgericht Schwaben des Kurfürstentums Bayern zugeordnet.
In den Freising’schen Chronika, die um 1700 erstellt wurden, wird der Ort Ottenhofen als „Outinhuni“ in Zusammenhang mit einer Schenkung im Jahre 1083 erwähnt. Der Name könnte „an“ oder „vor den Hügeln“ bedeuten. In der Broschüre „Sammlung zur Geschichte der Expositur und der Hofmark Ottenhofen“ aus dem Jahre 1910 wird vermutet, dass „Outanhofen-Outinhofen“ eine Ortschaft „bei den Höfen des Uto (Otto)“ bedeutet haben könnte. Aus dem Adelsgeschlecht der Ottenhofer ist aus den Berichten aus dem 11. Jahrhundert Ezzo von Outanhouen oder Ezzo de Outanoven (1078–1085) bekannt. Die Ottenhofer waren 500 Jahre die Herren der offenen Hofmark Ottenhofen, deren Sitz eine Burg war, die erstmals 1456 urkundlich erwähnt wird. Von Gerhard Ottenhofer berichtet eine Sandsteinplatte aus dem 15. Jahrhundert in der Mauer der Kirche Ottenhofens. Auf einer Platte aus dem 16. Jahrhundert wird der fürstliche Münzkämmerer Friedrich Eßwurm aus München erwähnt, der, nachdem das Geschlecht der Ottenhofer nach 500 Jahren Herrschaft 1544 ausgestorben war, die Burg und die Hofmark Outanhouen 1545 aufkaufte und die Niedergerichtsbarkeit und Edelsmannfreiheit besaß. Danach wechseln die Besitzer häufig. Insgesamt sind gut zwei Dutzend Eigentümerfamilien bekannt. 1608 kaufte der abgedankte Herzog Wilhelm V. Ottenhofen, gab es aber drei Jahre später an die Familie Schrenck aus Egmating weiter. Von 1627 bis 1689 war das Geschlecht der Aham Besitzer der Hofmark. Während des Dreißigjährigen Krieges wurde die Burg zerstört. An ihrer Stelle entstand das Schloss Ottenhofen. 1689 wurden die Grafen von Rivera Eigentümer des Schlosses und von 840 Tagwerk Grund. Ab 1709 gehörte Ottenhofen den Grafen von Perusa, die das Schloss auf seine maximale Größe ausbauten. Der Hofvizepräsident Karl Felix Perusa baute beim Schloss 1760 einen Rokoko-Teepavillon, der noch heute steht.

### Nach 1818
Mit dem Gemeindeedikt von 1818 wurde Ottenhofen zur Gemeinde. Das Schloss gehörte noch bis 1821 den Grafen von Perusa, dann gab es keinen direkten männlichen Erben mehr und ein entfernter Verwandter aus der savoyischen Linie der Perusa übernahm Ottenhofen. Der französischsprachige Baron de la Perous, der sich „Franz Josef“ nennen ließ, verschönerte das Schloss weiter und baute einen Springbrunnen mit Becken im Schlossgarten. In diesem Brunnen ertrank sein Sohn und Erbe Henrikus Carolus Felix. In den folgenden Jahren folgten zehn weitere Besitzer der Hofmark mit dem Schloss. 1892 kaufte als letzter der Brauereibesitzer Matthias Brenner aus Markt Schwaben den Besitz. Er ließ die Schlossbrauerei 1898 schließen und nutzte das Schloss nur noch zur Landwirtschaft. 1928 wurde Ottenhofen vom Bezirk Ebersberg abgetrennt und dem Bezirk Erding, dem heutigen Landkreis, angegliedert. Brenners Sohn Erwin verkaufte 1952 den Besitz mit Ausnahme des Waldes an die Bayerische Landessiedlung, was das Ende der Hofmark bedeutete. Die Bayerische Landessiedlung gab das Land an heimatvertriebene Bauern weiter. Die Gemeinde Ottenhofen kaufte 1954 das Schloss Ottenhofen und das zugehörige Grundstück. Das Schloss war stark baufällig, weswegen es bis auf einen Teil des Südflügels abgerissen wurde. 1967 wurde der abgerissene Teil des Südflügels durch einen neuen Anbau ersetzt. Im Schloss entstanden Wohnungen. Der Hof des Schlosses wurde zum heutigen Schlossplatz.

### Einwohnerentwicklung
Gemäß Bayerischem Landesamt für Statistik  haben sich die Einwohnerzahlen jeweils zum 31. Dezember eines Jahres wie folgt entwickelt:
| Jahr | Einwohner |
| ---- | --------- |
| 1960 | 955       |
| 1970 | 1065      |
| 1980 | 1157      |
| 1990 | 1318      |
| 1995 | 1453      |
| 2000 | 1617      |
| 2005 | 1782      |

| Jahr | Einwohner |
| ---- | --------- |
| 2006 | 1792      |
| 2007 | 1793      |
| 2008 | 1809      |
| 2009 | 1818      |
| 2010 | 1843      |
| 2011 | 1860      |
| 2012 | 1884      |

| Jahr | Einwohner |
| ---- | --------- |
| 2013 | 1910      |
| 2014 | 1931      |
| 2015 | 1913      |
| 2016 | 1942      |

Seit 1972, dem Jahr der Gemeindereform, hat sich die Einwohnerzahl bis 2015 um 809 Personen erhöht. Das entspricht einem Wachstum von 73,28 Prozent. In den letzten zehn (fünf) Jahren nahm die Einwohnerzahl um 6,75 (2,85) Prozent zu.
Zwischen 1988 und 2018 wuchs die Gemeinde von 1121 auf 1951 um 830 Einwohner bzw. um 74 %.

## Politik

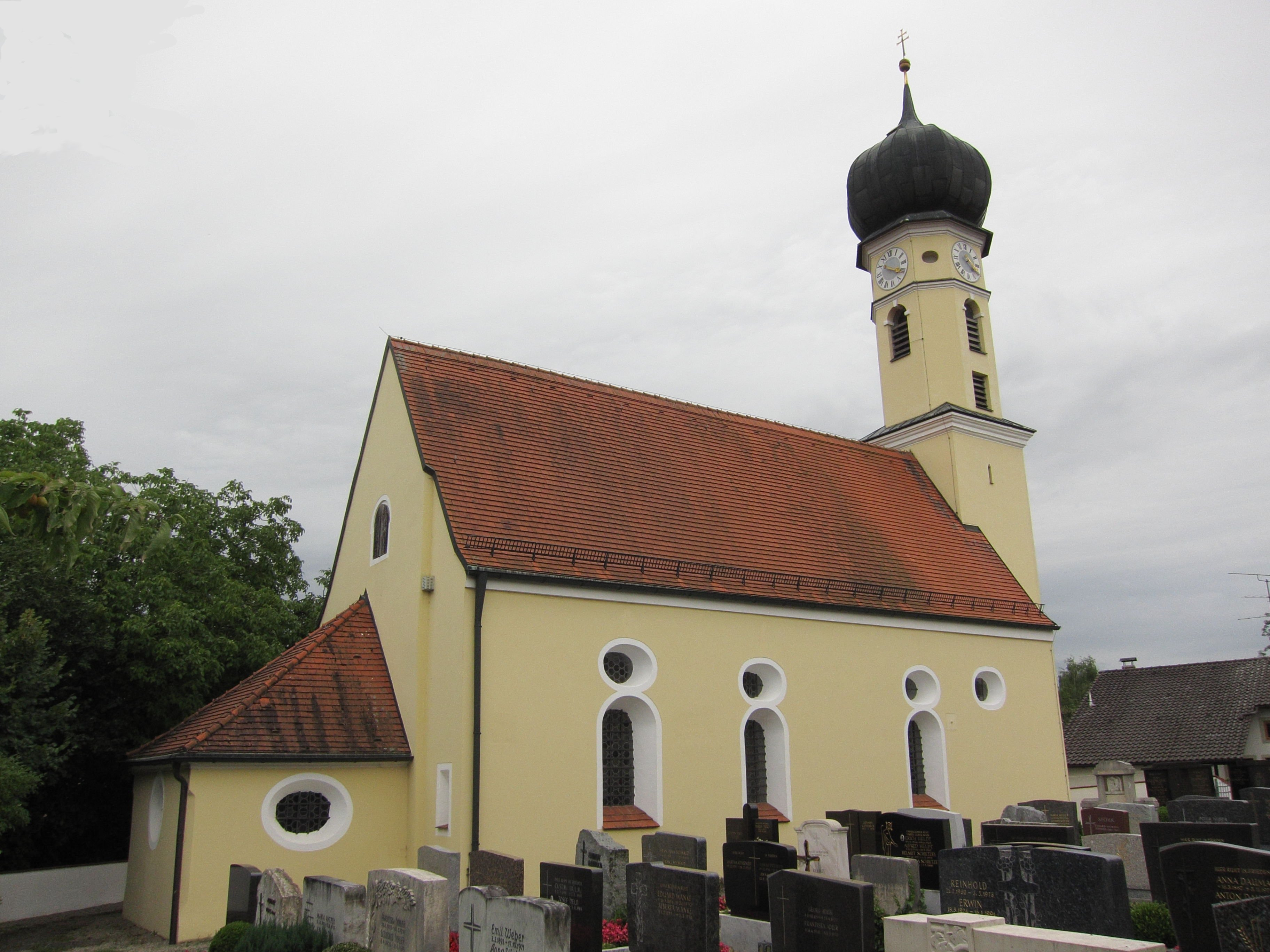
Katholische Filialkirche St. Katharina

### Bürgermeisterin und Gemeinderat
Erste Bürgermeisterin ist seit dem 1. Mai 2014 Nicole Schley (SPD), die gemeinsame Kandidatin der SPD und der Freien Wähler Ottenhofen e. V. Der Ottenhofener Gemeinderat setzt sich aus der Ersten Bürgermeisterin und zwölf Gemeinderäten (sechs Freie Wähler, vier CSU, zwei SPD) zusammen.
Der Bau- und Umweltausschuss ist ein beschließender Ausschuss, der Finanzausschuss und der Rechnungsprüfungsausschuss sind vorberatende Ausschüsse. Es gibt eine Seniorenbeauftragte, einen Sportbeauftragten und eine Jugendbeauftragte.

### Wappen und Flagge
| Wappen von Ottenhofen | Blasonierung: „Unter silbernem Schildhaupt, darin eine rote heraldische Rose mit goldenem Butzen und goldenen Kelchblättern, in Rot ein links gewendeter vierfüßiger goldener Drache mit einem Großbuchstaben „S“ im Rachen.“ |
| Wappen von Ottenhofen | Das Wappen der Gemeinde Ottenhofen wurde am 28. September 1982 festgelegt. |

Neben dem Wappen führt die Gemeinde eine Flagge. Sie soll eigentlich in der Farbfolge Rot-Weiß sein, wird aber fehlerhaft in Weiß-Rot verwendet.

## Baudenkmäler
- Schloss Ottenhofen

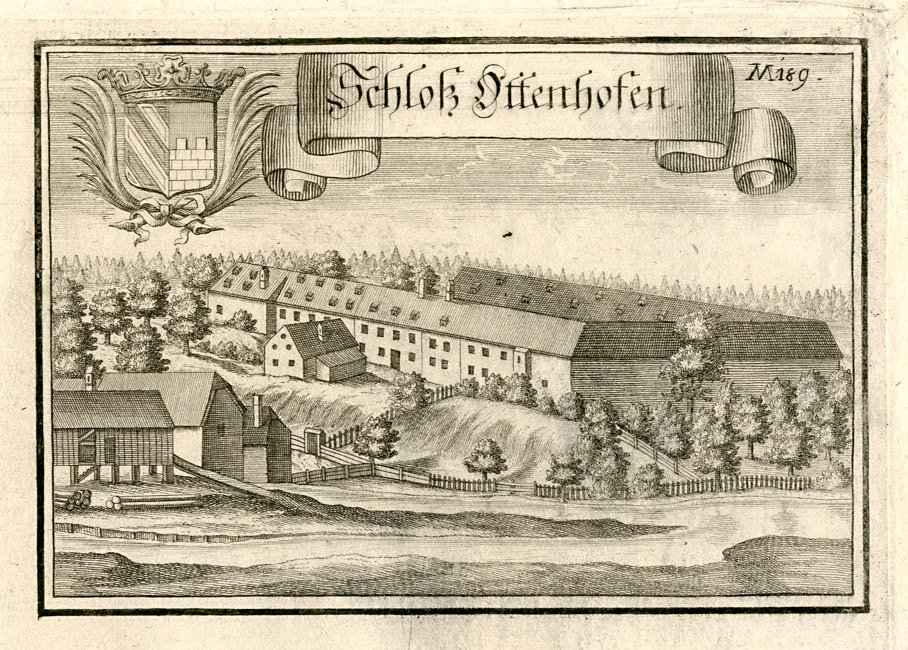
Schloss Ottenhofen im 18. Jahrhundert (Stich von Michael Wening)

- Katholische Filialkirche St. Katharina in Ottenhofen
- Elektrizitätswerk F. X. Meiller
- Katholische Filialkirche St. Johannes und Paulus in Siggenhofen
- Katholische Filialkirche St. Stephanus in Unterschwillach

## Wirtschaft und Infrastruktur

### Wirtschaft einschließlich Land- und Forstwirtschaft
Es gab 1998 nach der amtlichen Statistik im produzierenden Gewerbe 55 und im Bereich Handel und Verkehr keine sozialversicherungspflichtig Beschäftigte am Arbeitsort. In sonstigen Wirtschaftsbereichen waren am Arbeitsort zwölf Personen sozialversicherungspflichtig beschäftigt. Sozialversicherungspflichtig Beschäftigte am Wohnort gab es insgesamt 507. Im verarbeitenden Gewerbe gab es sechs Betriebe, im Bauhauptgewerbe drei Betriebe. Zudem bestanden im Jahr 1999 35 landwirtschaftliche Betriebe mit einer landwirtschaftlich genutzten Fläche von 626 ha; davon waren 456 ha Ackerfläche.

### Verkehr

#### Eisenbahn
Durch die Gemeinde verlaufen die Bahnstrecken München–Simbach und Markt Schwaben–Erding. Jedoch besitzt die Gemeinde nur an der Bahnstrecke nach Erding eine Bahnstation. An der Bahnstrecke nach Mühldorf, die am 1. Mai 1871 in Betrieb genommen wurde, gab es nie einen Bahnhof innerhalb der Gemeinde. Der an der Bahnstrecke Markt Schwaben–Erding liegende Bahnhof Ottenhofen (Oberbay) wurde mit der Bahnstrecke am 16. November 1872 eröffnet. Die Bahnstrecke ist seit 1972 in das Netz der S-Bahn München integriert und wird seitdem nur noch von S-Bahnen bedient. Heute besitzt der Bahnhof Ottenhofen noch ein Ausweichgleis, der Bahnsteig ist 96 Zentimeter hoch. Derzeit (Stand: 2013) wird die Bahnstrecke von Zügen der S-Bahn-Linie S2, die von Petershausen über Dachau, München, Markt Schwaben und Ottenhofen nach Erding führt, im 20-Minuten-Takt bedient. Der 20-Minuten-Takt besteht nur von Montag bis Freitag, an Wochenenden wird nur im 20-/40-Minuten-Takt von Markt Schwaben weiter über Ottenhofen nach Erding gefahren.

#### Busverkehr
Die Gemeinde liegt im Tarifgebiet des Münchner Verkehrs- und Tarifverbunds (MVV). An das Busnetz des Verkehrsverbunds ist die Gemeinde durch zwei Buslinien angeschlossen. Die Buslinie 507 verkehrt von Erding über Oberding, Moosinning, Neuching, Finsing und Ottenhofen nach Markt Schwaben. Dabei bedient die Linie die S-Bahnhöfe Erding, Ottenhofen und Markt Schwaben. Die Buslinie verkehrt von Montag bis Freitag viermal täglich, an Samstagen und Sonntagen ist kein Betrieb. Die Buslinie 505 verkehrt von Isen über Buch am Buchrain, Pastetten, Forstern und Ottenhofen nach Markt Schwaben. Dabei liegt nur eine Haltestelle innerhalb des Gemeindegebiets von Ottenhofen. Die Buslinie verkehrt von Montag bis Freitag im Zweistundentakt, an Samstagen und Sonntagen verkehrt die Linie nicht.

### Bildung
Im Jahr 2007 gab es folgende Einrichtungen:
- Kindergarten: 75 Kindergartenplätze mit 68 Kindern
- Volksschule: eine mit fünf Lehrern und 94 Schülern